# Perophlepsius compressus
Perophlepsius compressus är en insektsart som beskrevs av Heller och Rauno E. Linnavuori 1968. Perophlepsius compressus ingår i släktet Perophlepsius och familjen dvärgstritar. Inga underarter finns listade i Catalogue of Life.